# Josip Juraj Strossmayers universitet i Osijek
Josip Juraj Strossmayers universitet i Osijek (kroatiska: Sveučilište Josipa Jurja Strossmayera u Osijeku) är ett universitet i Osijek i Kroatien. Det grundades 1975 och är sedan 1990 uppkallat efter Josip Juraj Strossmayer. Dess rektorat är beläget i Slavonska generalstabens palats i Tvrđa. 
Universitetet består av 11 fakulteter, 5 institutioner och 1 konstakademi. Alla studier vid universitetet organiseras i enlighet med Bolognaprocessen och ECTS tillämpas på alla nivåer. Sedan 2009 deltar Osijeks universitet i Erasmus.

## Historia
Historien om högre utbildning i Osijek går tillbaka till början av 1700-talet. 1707 grundades den första institutionen för högre studier i staden. Då öppnade Högre teologiska skolan (Studium Philosophicum Essekini) som erbjöd studenter utbildning som bland annat inkluderade en treårig kurs i psykologi.
1959 grundande den ekonomiska fakulteten vid Zagrebs universitet en avdelning för halvfartsstudier i Osijek. 1975 togs initiativet till att grunda ett universitet i staden och den 23 mars samma år fattade det kroatiska parlamentet Sabor ett beslut om dess grundande.

## Organisation

### Fakulteter
Osijeks universitet har 11 fakulteter. Dessa är:
- Ekonomiska fakulteten
- Elektrotekniska fakulteten
- Fakulteten för civilingenjörsstudier
- Utbildningsvetenskapliga fakulteten
- Jordbruksfakulteten
- Juridiska fakulteten
- Livsmedelsteknologiska fakulteten
- Maskintekniska fakulteten i Slavonski Brod
- Medicinska fakulteten
- Filosofiska fakulteten
- Katolska teologiska fakulteten i Đakovo

### Institutioner
Osijeks universitet har 5 institutioner. Dessa är:
- Matematiska institutionen
- Fysikinstitutionen
- Kemiinstitutionen
- Biologiska institutionen
- Kulturforskningsinstitutionen

Utöver fakulteterna och institutionerna finns en konstakademi.

## Partneruniversitet och samarbete
Osijeks universitet har långsiktiga avtal om samarbete med både nationella och internationella universitet och högskolor. Samarbetet omfattar bland utbyte av lektorer och studenter samt utbyte av publikationer och information. Partneruniversitet finns i bland annat Bosnien och Hercegovina, Italien, Kina, Norge, Polen, Slovenien, Tyskland och Österrike.

### Fotnoter
1. 1 2 3 4 5 6  Josip Juraj Strossmayers universitet i Osijek - Officiell webbplats (engelska)
2. 1 2 3  Josip Juraj Strossmayers universitet i Osijek - Officiell webbplats (engelska)
3. ↑  Josip Juraj Strossmayers universitet i Osijek - Officiell webbplats (engelska)
4. ↑  Josip Juraj Strossmayers universitet i Osijek - Officiell webbplats (engelska)